# Philip Marlowe
Philip Marlowe ist eine Romanfigur von Raymond Chandler. Er taucht zuerst in einigen Kurzgeschichten, später in den sieben Romanen Chandlers auf. In den Verfilmungen der Romane wurde er u. a. von Robert Mitchum, Elliott Gould, James Garner und James Caan gespielt. Am bekanntesten ist die Verkörperung durch Humphrey Bogart in The Big Sleep (dt. Titel: Tote schlafen fest).

## Figur
Mit Philip Marlowe schuf Chandler den Prototyp des hardboiled detective, des "harten" und Risiken nicht scheuenden Detektivs, den viele spätere Schriftsteller als Vorbild für ihre Figuren nahmen. Marlowe ist ein Privatdetektiv, der in einer Welt ohne Moral und Grundsätze versucht, unangepasst nach seinen eigenen moralischen Grundsätzen zu leben: „‘Harter Bursche, heute Abend?‘, sagte Eddie Mars‘ Stimme. ‚Groß, schnell, hart und stachlig. Was kann ich für Sie tun?‘“, beschreibt Marlowe seine Bereitschaft zur Action. Er lebt in Los Angeles und versucht – mit ein paar wenigen „Verbündeten“ – seine moralische Integrität zu bewahren, sich nicht korrumpieren zu lassen oder die Personen mit großem Einfluss zu hofieren. Seine Auslegung von Recht und Unrecht folgt nicht immer den Gesetzen; so lässt er auch mal einen kleinen Gauner laufen, der sein Mitleid erregt hat. Finanzielle Erfolge bei seiner Tätigkeit gelten ihm wenig, daher ist er öfters auch selber ziemlich knapp bei Kasse.
Im ersten Roman, in dem Philip Marlowe auftaucht (The Big Sleep, dt. Titel: „Der große Schlaf“), ist er 33 Jahre alt. Er behält dieses Alter in allen Romanen, ohne dass das thematisiert wird. Gebürtig ist Marlowe aus Santa Rosa. Er ist Einzelkind, seine Eltern sind tot. Marlowe hat das College besucht und als Ermittler für den Distriktanwalt gearbeitet, wurde jedoch wegen Befehlsverweigerung entlassen. Er ist relativ kräftig gebaut und wird etwa wie folgt beschrieben: keine sichtbaren Narben, Haare dunkelbraun, etwas grau. Augen braun. Größe 184 cm, Gewicht zirka 190 „pounds“ (also etwa 86 kg; Der lange Abschied). Philip Marlowe raucht Pfeife und Zigaretten und trinkt bevorzugt Bourbon Whiskey. Er spielt gern alte Schachpartien nach und löst Schachprobleme.
Marlowe ist der Prototyp des knallharten, unbestechlichen und dennoch sentimentalen Einzelgängers. Ernsthafte Beziehungen zu Frauen beschränken sich auf die letzten beiden Romane. In dem unvollendeten Roman Poodle Springs heiratet er die Tochter eines mehrfachen Millionärs und bleibt seinem Stil dennoch treu: „Ich bin ein Romantiker… ich höre manchmal nachts Schreie und dann gehe ich nachsehen, was los ist. Dabei verdient man keinen Penny. Wenn man noch seine fünf Sinne zusammen hat, macht man das Fenster zu und dreht den Fernseher lauter.“ (Der lange Abschied)

## Romane
Raymond Chandler hat viele seiner Philip-Marlowe-Romane aus vorher veröffentlichten Kurzgeschichten zusammengesetzt, so entstand beispielsweise Farewell, My Lovely aus den drei 1936/37 veröffentlichten Kurzgeschichten Mandarin’s Jade, The Man Who Liked Dogs und Try the Girl. Die komplexe, oft verwirrende Handlung der Romane ergibt sich auch aus dieser Arbeitstechnik.
- 1939: Der große Schlaf (The Big Sleep)
- 1940: Lebwohl, mein Liebling (Farewell, My Lovely)
- 1942: Das hohe Fenster (The High Window)
- 1943: Die Tote im See (The Lady in the Lake)
- 1949: Die kleine Schwester (The Little Sister)
- 1953: Der lange Abschied (The Long Good-bye)
- 1958: Spiel im Dunkel (Playback)
- 1989: Einsame Klasse (Fragment, vollendet von Robert B. Parker; Poodle Springs)
- 1991: Tote träumen nicht (autorisierter Roman von Robert B. Parker; Perchance to Dream)
- 2014: Die Blonde mit den schwarzen Augen (autorisierter Roman von Benjamin Black; The Black-Eyed Blonde)
- 2019: Raymond Chandlers Philip Marlowe (23 Pastiche-Kriminalgeschichten von diversen Krimi-Autoren, Hrsg.: Christian Dörge)

## Verfilmungen
Fast alle Philip-Marlowe-Romane wurden für das Kino und Fernsehen adaptiert:
| Romanvorlage           | Filmtitel                       | Originaltitel        | Jahr | Philip Marlowe gespielt von | Deutscher Synchronsprecher |
| ---------------------- | ------------------------------- | -------------------- | ---- | --------------------------- | -------------------------- |
| Lebwohl, mein Liebling | Murder, My Sweet                | Murder, My Sweet     | 1944 | Dick Powell                 | Klaus Kindler              |
| Der große Schlaf       | Tote schlafen fest              | The Big Sleep        | 1946 | Humphrey Bogart             | Arnold Marquis             |
| Die Tote im See        | Die Dame im See                 | Lady in the Lake     | 1947 | Robert Montgomery           | Gert Günther Hoffmann      |
| Das hohe Fenster       | (keine dt. Fassung)             | The Brasher Doubloon | 1947 | George Montgomery           |                            |
| Die kleine Schwester   | Der Dritte im Hinterhalt        | Marlowe              | 1969 | James Garner                | Michael Chevalier          |
| Der lange Abschied     | Der Tod kennt keine Wiederkehr  | The Long Goodbye     | 1973 | Elliott Gould               | Klaus Kindler              |
| Lebwohl, mein Liebling | Fahr zur Hölle, Liebling        | Farewell, My Lovely  | 1975 | Robert Mitchum              | Alexander Kerst            |
| Der große Schlaf       | Tote schlafen besser            | The Big Sleep        | 1978 | Robert Mitchum              | Alexander Kerst            |
| Einsame Klasse         | Philip Marlowe – Poodle Springs | Poodle Springs       | 1998 | James Caan                  | Reinhard Brock             |

In der ersten Folge der TV-Reihe Climax! war Dick Powell noch einmal als Marlowe zu sehen. Diesmal in The Long Goodbye, einer Live-Produktion, die durch einen Fauxpas berühmt wurde, als der Schauspieler Tristram Coffin, der eine mit einem Tuch bedeckte Leiche verkörperte, die Bühne verließ, obwohl er noch im Bild zu sehen war, da er dachte, seine Szene sei bereits vorbei.
Zwischen 1959 und 1960 wurde eine weitere Fernsehserie in den USA ausgestrahlt, in der Philip Carey den Detektiv verkörperte und insgesamt 26 Abenteuer nach Raymond Chandlers Vorbild bestand. Einen kurzlebigen zweiten Versuch, Philip Marlowe in einer TV-Serie umzusetzen, gab es erst Anfang der 80er: Die Serie Philip Marlowe. Private Eye mit Powers Boothe in der Titelrolle wurde schon nach fünf 1983 gesendeten Episoden abgesetzt. 1986 wurden sechs noch verbleibende Episoden ausgestrahlt.
Es gibt auch zwei Kinofilme, die auf den ersten Blick nichts mit Philip Marlowe zu tun haben:
- Zum einen Time to Kill (1942) von Herbert I. Leeds, der auf dem Roman The High Window (Das hohe Fenster) basiert, in dem die Hauptfigur aber von der seinerzeit populären Kino-Detektiv-Figur Michael Shayne (verkörpert von Lloyd Nolan) anstelle Philip Marlowes ausgefüllt wurde. Dies war seinerzeit der letzte von sieben Shayne-Filmen mit Lloyd Nolan, die zwischen 1940 und 1942 erschienen. 1946 und 1947 wurde die Reihe mit Hugh Beaumont in der Hauptrolle und fünf weiteren Filmen fortgesetzt, ehe es 1960/1961 noch zu einer TV-Adaption mit Richard Denning kam, die unter dem Titel Ein Fall für Michael Shayne auch in Deutschland zu sehen war.
- Zum anderen der auf dem Buch Farewell, My Lovely basierende The Falcon Takes Over von Irving Reis, der im selben Jahr in die Kinos kam und der dritte von insgesamt vier Filmen der Gay-Lawrence-Reihe mit George Sanders ist.

Bedeutsam sind diese Filme im Marlowe-Kontext vor allem deswegen, weil es die ersten beiden Verfilmungen nach Marlowe-Büchern waren, auch wenn der Detektiv hier aus reihenbezogenen Kontinuitätsgründen noch unter einem anderen Namen firmierte. Abgesehen von diesen Beispielen bediente man sich auch in einer Folge der Serie Fallen Angels des Namens Philip Marlowe, wo mit Danny Glover ein schwarzer Schauspieler in die Rolle des Detektivs schlüpfte.
Bei den bisher letzten beiden Filmen, in denen Philip Marlowe auf Basis der Bücher von Chandler als Hauptfigur agiert, handelt es sich um eine tschechische Krimikomödie aus dem Jahr 2003 (Mazaný Filip mit Tomáš Hanák) und einen amerikanischen Fernsehfilm aus dem Jahr 2007 (Marlowe mit Jason O’Mara). Playback ist somit der einzige Marlowe-Roman, der nie offiziell verfilmt wurde, wobei von Lady in the Lake nur die gewöhnungsbedürftige, aus dem Blickwinkel Marlowes gefilmte Spielfilm-Version existiert, in der man den Schauspieler, abgesehen vom harmonischen Schlussbild des gesamten Films, nur dann sehen kann, wenn er sich spiegelt (siehe Point-of-View-Shot).
2022 wurde Marlowe aufgeführt, der auf dem Roman von Benjamin Black basiert.

## Radio
Der erste exklusive Radio-Marlowe war Hollywood-Star Van Heflin, der die Figur vom 17. Juni bis zum 9. September 1947 in der NBC-Serie The New Adventures of Philip Marlowe vertonte. Am 10. Januar 1948 hatte Marlowe auch seinen ersten Auftritt für CBS, wo er bei einem Zusammentreffen mit Dashiell Hammetts ähnlich gearteter Figur Sam Spade (als wohl klassischste Film-Verkörperung beider Figuren gilt Humphrey Bogart) von Robert Montgomery gesprochen wurde. Montgomery war damit der einzige Schauspieler, der Marlowe sowohl in einer exklusiv produzierten Radio-Sendung als auch in einem Film spielte (die Filme Murder My Sweet mit Dick Powell und Lady in the Lake mit Montgomery wurden allerdings auch in Audio-Versionen über Radio ausgespielt).
Die langlebigste US-Marlowe-Serie im Radio startete am 26. September 1948. Fast drei Jahre lang, bis zum 15. September 1951, sprach Gerald Mohr den Privatdetektiv in The Adventures of Philip Marlowe. Studio war erneut CBS. Die bisher letzte und auch längste Marlowe-Radio-Version nahm 29 Jahre nach Beginn dieser CBS-Produktion ihren Lauf: Vom 26. September 1977 bis zum 23. September 1988 spielte Ed Bishop die Rolle für den britischen Sender BBC.
2011 wurden die Romane von der BBC erneut als Hörspiele produziert. Toby Stephens spielte Marlowe.
Für das deutsche Radio bearbeitete Hermann Naber zwischen 1969 und 1999 Kurzgeschichten und Romane Chandlers als Hörspiel. Als Philip Marlowe spielten Arnold Marquis („Der Bleistift“, 1973), Hilmar Thate („Gesteuertes Spiel“, 1991) und Matthias Habich („Der lange Abschied“, 1997).

## Adaptionen und Hommagen
1984 nahm die Band Der böse Bub Eugen den Song Marlowe auf, in dem der Tod von Philip Marlowe beschrieben wird.
Die Hörspielserie Die haarsträubenden Fälle des Philip Maloney von Roger Graf ist als Parodie und Hommage an die Figur des Philip Marlowe entworfen. Die Serie wird seit 1989 jeden Sonntag auf dem Schweizer Radiosender SRF 3 ausgestrahlt und ist auf CDs erhältlich. Bis November 2019 erschienen über 400 reguläre sowie diverse Sonderfolgen.
In seinem Lied Finden Sie Mabel spielt Heinz Rudolf Kunze auf einen Auftrag an, den Marlowe in Der lange Abschied nebenbei erledigt. Marlowe wird dabei von einem Mann beauftragt, eine Frau wiederzufinden, die mit ihm nur wegen des Geldes zusammen ist. Im Lied heißt es: „Marlowe, ich fleh’ Sie an, Marlowe, finden Sie Mabel.“